# Johann Ehrenfried Zschackwitz
Johann Ehrenfried Zschackwitz auch Zschackwiz (* 25. Juli 1669 in Kösen; † 28. Oktober 1744 in Halle an der Saale) war ein deutscher Historiker und Heraldiker.

## Leben
Nach einem Besuch des Stiftsgymnasiums in Zeitz machte er ein Studium von 1688 bis 1691 in Leipzig. Studienrichtung waren Theologie, Jura und Geschichte. 1693 bis 1697 stand er im Dienst des Herzogs von Sachsen-Gotha. Hier als Quartiermeister beim Kürassierregiment. Anschließend nahm er seine Tätigkeit als Sekretär des kursächsischen Statthalters in Dresden auf und stand neben dem auch im Dienst vom Marschall von Biberstein in diplomatischen Dingen. Ab 1705 begann seine schriftstellerische Arbeit in Leipzig. 1711 siedelte er nach Eisenach, um als Archivsekretär zu arbeiten. In Coburg und anschließend in Hildburghausen arbeitete er als Professor. Nach Halle geflüchtet, weil in Ungnade gefallen, war er ab 1731 erst als außerordentlicher und ab 1738 ordentlicher Professor für die sogenannte Reichsgeschichte und Recht.
Johann Ehrenfried Zschackwitz starb am 28. Oktober 1744, im Alter von 75 Jahren, in Halle. Er wurde am 29. Oktober 1744 auf dem halleschen Stadtgottesacker bestattet, sein Grab befindet sich im Gruftbogen 6.

## Schriften
- Heraldica oder Wappenkunst nebst Nachricht vom alten Kriegswesen und dem Ceremoniellen großer Herren und deren Abgesandten, Leipzig, 1735[1]